# CTCシステムサービス
CTCシステムサービス株式会社とは、かつて存在した、主にシステム、データセンター及び衛星通信・放送の運用管理を行っていた企業。伊藤忠テクノソリューションズのグループ企業であった。
2014年4月にシーティーシー・システムオペレーションズ株式会社に吸収合併され、解散した。
株式会社CRCシステムズであったときの略称のCRSは、同社の基本原則であった「Challenging Reliable Service」の頭文字である。

## 沿革
- 1984年10月 - センチュリリサーチセンタ株式会社（現・伊藤忠テクノソリューションズ）よりコンピュータオペレーション、データエントリ事業を分離設立
- 1988年5月 - 衛星通信管制サービス開始
- 1993年11月 - ドイツ・カントソフトウェア社の日本総代理店となり「Cumulus」等を販売開始
- 1999年9月 - コンピュータセンターとして国内初のISO14001を株式会社CRC総合研究所（現・伊藤忠テクノソリューションズ）と共同取得
- 2001年8月 - 社名を株式会社シーアールシーシステムズに変更
- 2003年11月 - 商号の登記更正により、社名を株式会社CRCシステムズに変更
- 2007年7月 - 国内初のISO20000/ISO27001の統合認証取得（SiteQCサービス）
- 2008年10月 - SAPジャパン株式会社と「サービスパートナー」契約を締結
- 2010年5月 - 東京都千代田区三番町に本社移転
- 2011年4月 - 社名をCTCシステムサービス株式会社に変更
- 2014年4月 - シーティーシー・システムオペレーションズ株式会社に吸収合併され、CTC システムマネジメント株式会社となる
- 2021年7月 - 東京都港区虎ノ門4-1-1に本社移転